# 5e étape du Tour d'Espagne 2020
Pour un article plus général, voir Tour d'Espagne 2020.
La 5e étape du Tour d'Espagne 2020 se déroule le samedi 24 octobre 2020, de Huesca à Sabiñánigo, sur une distance de 184,4 km.

## Résultats

### Classement de l'étape
| \| Classement de l'étape \| Classement de l'étape \| Classement de l'étape \| Classement de l'étape \| Classement de l'étape \| \| Coureur \| Coureur \| Pays \| Équipe \| Temps \| \| --------------------- \| --------------------- \| --------------------- \| --------------------- \| --------------------- \| \| 1er \| Tim Wellens \| Belgique \| Lotto-Soudal \| 4 h 19 min 25 s \| \| 2e \| Guillaume Martin \| France \| Cofidis \| + 4 s \| \| 3e \| Thymen Arensman \| Pays-Bas \| Team Sunweb \| + 12 s \| \| 4e \| Primož Roglič \| Slovénie \| Jumbo-Visma \| + 2 min 13 s \| \| 5e \| Felix Großschartner \| Autriche \| Bora-Hansgrohe \| + 2 min 13 s \| \| 6e \| Alex Aranburu \| Espagne \| Astana \| + 2 min 13 s \| \| 7e \| George Bennett \| Nouvelle-Zélande \| Jumbo-Visma \| + 2 min 13 s \| \| 8e \| Julien Simon \| France \| Total Direct Énergie \| + 2 min 13 s \| \| 9e \| Richard Carapaz \| Équateur \| Ineos Grenadiers \| + 2 min 13 s \| \| 10e \| Dorian Godon \| France \| AG2R La Mondiale \| + 2 min 13 s \| |                     |                  |                      |                 |
| |                     |                  |                      |                 |
| Source : ProCyclingStats |                     |                  |                      |                 |
| Classement de l'étape |                     |                  |                      |                 |
| Coureur | Coureur             | Pays             | Équipe               | Temps           |
| 1er | Tim Wellens         | Belgique         | Lotto-Soudal         | 4 h 19 min 25 s |
| 2e | Guillaume Martin    | France           | Cofidis              | + 4 s           |
| 3e | Thymen Arensman     | Pays-Bas         | Team Sunweb          | + 12 s          |
| 4e | Primož Roglič       | Slovénie         | Jumbo-Visma          | + 2 min 13 s    |
| 5e | Felix Großschartner | Autriche         | Bora-Hansgrohe       | + 2 min 13 s    |
| 6e | Alex Aranburu       | Espagne          | Astana               | + 2 min 13 s    |
| 7e | George Bennett      | Nouvelle-Zélande | Jumbo-Visma          | + 2 min 13 s    |
| 8e | Julien Simon        | France           | Total Direct Énergie | + 2 min 13 s    |
| 9e | Richard Carapaz     | Équateur         | Ineos Grenadiers     | + 2 min 13 s    |
| 10e | Dorian Godon        | France           | AG2R La Mondiale     | + 2 min 13 s    |

### Points attribués pour le classement par points
| Sprint intermédiaire Fiscal (km 157,8) | Sprint intermédiaire Fiscal (km 157,8) | Sprint intermédiaire Fiscal (km 157,8) | Sprint intermédiaire Fiscal (km 157,8) | Sprint intermédiaire Fiscal (km 157,8) |
| -------------------------------------- | -------------------------------------- | -------------------------------------- | -------------------------------------- | -------------------------------------- |
|                                        | Coureur                                | Pays                                   | Équipe                                 | Point(s)                               |
| 1er                                    | Guillaume Martin                       | France                                 | Cofidis                                | 4                                      |
| 2e                                     | Thymen Arensman                        | Pays-Bas                               | Sunweb                                 | 2                                      |
| 3e                                     | Tim Wellens                            | Belgique                               | Lotto-Soudal                           | 1                                      |
| modifier                               |                                        |                                        |                                        |                                        |

| Arrivée d'étape Sabiñánigo (km 184,4) | Arrivée d'étape Sabiñánigo (km 184,4) | Arrivée d'étape Sabiñánigo (km 184,4) | Arrivée d'étape Sabiñánigo (km 184,4) | Arrivée d'étape Sabiñánigo (km 184,4) |
| ------------------------------------- | ------------------------------------- | ------------------------------------- | ------------------------------------- | ------------------------------------- |
|                                       | Coureur                               | Pays                                  | Équipe                                | Point(s)                              |
| 1er                                   | Tim Wellens                           | Belgique                              | Deceuninck-Quick Step                 | 25                                    |
| 2e                                    | Guillaume Martin                      | France                                | Cofidis                               | 20                                    |
| 3e                                    | Thymen Arensman                       | Pays-Bas                              | Sunweb                                | 16                                    |
| 4e                                    | Primož Roglič                         | Slovénie                              | Jumbo-Visma                           | 14                                    |
| 5e                                    | Felix Großschartner                   | Autriche                              | Bora-Hansgrohe                        | 12                                    |
| 6e                                    | Alex Aranburu                         | Espagne                               | Astana                                | 10                                    |
| 7e                                    | George Bennett                        | Nouvelle-Zélande                      | Jumbo-Visma                           | 9                                     |
| 8e                                    | Julien Simon                          | France                                | Total Direct Énergie                  | 8                                     |
| 9e                                    | Richard Carapaz                       | Équateur                              | Ineos Grenadiers                      | 7                                     |
| 10e                                   | Dorian Godon                          | France                                | AG2R La Mondiale                      | 6                                     |
| 11e                                   | Wout Poels                            | Pays-Bas                              | Bahrain-McLaren                       | 5                                     |
| 12e                                   | Sepp Kuss                             | États-Unis                            | Jumbo-Visma                           | 4                                     |
| 13e                                   | Enric Mas                             | Espagne                               | Movistar                              | 3                                     |
| 14e                                   | Robert Stannard                       | Australie                             | Mitchelton-Scott                      | 2                                     |
| 15e                                   | Alejandro Valverde                    | Espagne                               | Movistar                              | 1                                     |
| modifier                              |                                       |                                       |                                       |                                       |

### Points attribués pour le classement du meilleur grimpeur
| Alto de Vio (km 125,4) 2e catégorie (13,5 km à 4,7%) | Alto de Vio (km 125,4) 2e catégorie (13,5 km à 4,7%) | Alto de Vio (km 125,4) 2e catégorie (13,5 km à 4,7%) | Alto de Vio (km 125,4) 2e catégorie (13,5 km à 4,7%) | Alto de Vio (km 125,4) 2e catégorie (13,5 km à 4,7%) |
| ---------------------------------------------------- | ---------------------------------------------------- | ---------------------------------------------------- | ---------------------------------------------------- | ---------------------------------------------------- |
|                                                      | Coureur                                              | Pays                                                 | Équipe                                               | Point(s)                                             |
| 1er                                                  | Tim Wellens                                          | Belgique                                             | Lotto-Soudal                                         | 5                                                    |
| 2e                                                   | Guillaume Martin                                     | France                                               | Cofidis                                              | 3                                                    |
| 3e                                                   | Thymen Arensman                                      | Pays-Bas                                             | Sunweb                                               | 1                                                    |
| modifier                                             |                                                      |                                                      |                                                      |                                                      |

| Alto de Fanlo (km 136,5) 3e catégorie (6,4 km à 4,6%) | Alto de Fanlo (km 136,5) 3e catégorie (6,4 km à 4,6%) | Alto de Fanlo (km 136,5) 3e catégorie (6,4 km à 4,6%) | Alto de Fanlo (km 136,5) 3e catégorie (6,4 km à 4,6%) | Alto de Fanlo (km 136,5) 3e catégorie (6,4 km à 4,6%) |
| ----------------------------------------------------- | ----------------------------------------------------- | ----------------------------------------------------- | ----------------------------------------------------- | ----------------------------------------------------- |
|                                                       | Coureur                                               | Pays                                                  | Équipe                                                | Point(s)                                              |
| 1er                                                   | Tim Wellens                                           | Belgique                                              | Lotto-Soudal                                          | 3                                                     |
| 2e                                                    | Thymen Arensman                                       | Pays-Bas                                              | Sunweb                                                | 2                                                     |
| 3e                                                    | Guillaume Martin                                      | France                                                | Cofidis                                               | 1                                                     |
| modifier                                              |                                                       |                                                       |                                                       |                                                       |

| \| Alto de Petralba (km 166,7) 2e catégorie (8,7 km à 5,2%) \| Alto de Petralba (km 166,7) 2e catégorie (8,7 km à 5,2%) \| Alto de Petralba (km 166,7) 2e catégorie (8,7 km à 5,2%) \| Alto de Petralba (km 166,7) 2e catégorie (8,7 km à 5,2%) \| Alto de Petralba (km 166,7) 2e catégorie (8,7 km à 5,2%) \| \| -------------------------------------------------------- \| -------------------------------------------------------- \| -------------------------------------------------------- \| -------------------------------------------------------- \| -------------------------------------------------------- \| \| \| Coureur \| Pays \| Équipe \| Point(s) \| \| 1er \| Tim Wellens \| Belgique \| Lotto-Soudal \| 5 \| \| 2e \| Guillaume Martin \| France \| Cofidis \| 3 \| \| 3e \| Thymen Arensman \| Pays-Bas \| Sunweb \| 1 \| \| modifier \| \| \| \| \| |                  |          |              |          |
| Alto de Petralba (km 166,7) 2e catégorie (8,7 km à 5,2%) |                  |          |              |          |
| | Coureur          | Pays     | Équipe       | Point(s) |
| 1er | Tim Wellens      | Belgique | Lotto-Soudal | 5        |
| 2e | Guillaume Martin | France   | Cofidis      | 3        |
| 3e | Thymen Arensman  | Pays-Bas | Sunweb       | 1        |
| modifier |                  |          |              |          |

### Bonifications
|   | Coureur          | Pays     | Équipe       | Secondes |
| - | ---------------- | -------- | ------------ | -------- |
| 1 | Guillaume Martin | France   | Cofidis      | 3 s      |
| 2 | Thymen Arensman  | Pays-Bas | Sunweb       | 2 s      |
| 3 | Tim Wellens      | Belgique | Lotto-Soudal | 1 s      |

|   | Coureur          | Pays     | Équipe       | Secondes |
| - | ---------------- | -------- | ------------ | -------- |
| 1 | Tim Wellens      | Belgique | Lotto-Soudal | 10 s     |
| 2 | Guillaume Martin | France   | Cofidis      | 6 s      |
| 3 | Thymen Arensman  | Pays-Bas | Sunweb       | 4 s      |

## Classements à l'issue de l'étape

### Classement général
| \| Classement général \| Classement général \| Classement général \| Classement général \| Classement général \| \| Coureur \| Coureur \| Pays \| Équipe \| Temps \| \| ------------------ \| ------------------- \| ------------------ \| ---------------------- \| ------------------ \| \| 1er \| Primož Roglič \| Slovénie \| Jumbo-Visma \| 20 h 52 min 31 s \| \| 2e \| Dan Martin \| Irlande \| Israel Start-Up Nation \| + 5 s \| \| 3e \| Richard Carapaz \| Équateur \| Ineos Grenadiers \| + 13 s \| \| 4e \| Enric Mas \| Espagne \| Movistar Team \| + 32 s \| \| 5e \| Hugh Carthy \| Royaume-Uni \| EF Pro Cycling \| + 38 s \| \| 6e \| Sepp Kuss \| États-Unis \| Jumbo-Visma \| + 44 s \| \| 7e \| Felix Großschartner \| Autriche \| Bora-Hansgrohe \| + 1 min 17 s \| \| 8e \| Esteban Chaves \| Colombie \| Mitchelton-Scott \| + 1 min 29 s \| \| 9e \| Marc Soler \| Espagne \| Movistar Team \| + 1 min 55 s \| \| 10e \| George Bennett \| Nouvelle-Zélande \| Jumbo-Visma \| + 1 min 57 s \| |                     |                  |                        |                  |
| |                     |                  |                        |                  |
| Source : ProCyclingStats |                     |                  |                        |                  |
| Classement général |                     |                  |                        |                  |
| Coureur | Coureur             | Pays             | Équipe                 | Temps            |
| 1er | Primož Roglič       | Slovénie         | Jumbo-Visma            | 20 h 52 min 31 s |
| 2e | Dan Martin          | Irlande          | Israel Start-Up Nation | + 5 s            |
| 3e | Richard Carapaz     | Équateur         | Ineos Grenadiers       | + 13 s           |
| 4e | Enric Mas           | Espagne          | Movistar Team          | + 32 s           |
| 5e | Hugh Carthy         | Royaume-Uni      | EF Pro Cycling         | + 38 s           |
| 6e | Sepp Kuss           | États-Unis       | Jumbo-Visma            | + 44 s           |
| 7e | Felix Großschartner | Autriche         | Bora-Hansgrohe         | + 1 min 17 s     |
| 8e | Esteban Chaves      | Colombie         | Mitchelton-Scott       | + 1 min 29 s     |
| 9e | Marc Soler          | Espagne          | Movistar Team          | + 1 min 55 s     |
| 10e | George Bennett      | Nouvelle-Zélande | Jumbo-Visma            | + 1 min 57 s     |

| Classement par points | Classement par points | Classement par points | Classement par points  | Classement par points |
| Coureur               | Coureur               | Pays                  | Équipe                 | Points                |
| --------------------- | --------------------- | --------------------- | ---------------------- | --------------------- |
| 1er                   | Primož Roglič         | Slovénie              | Jumbo-Visma            | 79 pts                |
| 2e                    | Dan Martin            | Irlande               | Israel Start-Up Nation | 57 pts                |
| 3e                    | Richard Carapaz       | Équateur              | Ineos Grenadiers       | 57 pts                |
| 4e                    | Enric Mas             | Espagne               | Movistar Team          | 33 pts                |
| 5e                    | Felix Großschartner   | Autriche              | Bora-Hansgrohe         | 33 pts                |
| 6e                    | Marc Soler            | Espagne               | Movistar Team          | 26 pts                |
| 7e                    | Tim Wellens           | Belgique              | Lotto-Soudal           | 26 pts                |
| 8e                    | Guillaume Martin      | France                | Cofidis                | 26 pts                |
| 9e                    | Sepp Kuss             | États-Unis            | Jumbo-Visma            | 26 pts                |
| 10e                   | Sam Bennett           | Irlande               | Deceuninck-Quick Step  | 25 pts                |

| Classement par points | Classement par points | Classement par points | Classement par points  | Classement par points |
| Coureur               | Coureur               | Pays                  | Équipe                 | Points                |
| --------------------- | --------------------- | --------------------- | ---------------------- | --------------------- |
| 1er                   | Primož Roglič         | Slovénie              | Jumbo-Visma            | 79 pts                |
| 2e                    | Dan Martin            | Irlande               | Israel Start-Up Nation | 57 pts                |
| 3e                    | Richard Carapaz       | Équateur              | Ineos Grenadiers       | 57 pts                |
| 4e                    | Enric Mas             | Espagne               | Movistar Team          | 33 pts                |
| 5e                    | Felix Großschartner   | Autriche              | Bora-Hansgrohe         | 33 pts                |
| 6e                    | Marc Soler            | Espagne               | Movistar Team          | 26 pts                |
| 7e                    | Tim Wellens           | Belgique              | Lotto-Soudal           | 26 pts                |
| 8e                    | Guillaume Martin      | France                | Cofidis                | 26 pts                |
| 9e                    | Sepp Kuss             | États-Unis            | Jumbo-Visma            | 26 pts                |
| 10e                   | Sam Bennett           | Irlande               | Deceuninck-Quick Step  | 25 pts                |

| Classement de la montagne | Classement de la montagne | Classement de la montagne | Classement de la montagne | Classement de la montagne |
| Coureur                   | Coureur                   | Pays                      | Équipe                    | Points                    |
| ------------------------- | ------------------------- | ------------------------- | ------------------------- | ------------------------- |
| 1er                       | Tim Wellens               | Belgique                  | Lotto-Soudal              | 19 pts                    |
| 2e                        | Richard Carapaz           | Équateur                  | Ineos Grenadiers          | 18 pts                    |
| 3e                        | Dan Martin                | Irlande                   | Israel Start-Up Nation    | 16 pts                    |
| 4e                        | Sepp Kuss                 | États-Unis                | Jumbo-Visma               | 14 pts                    |
| 5e                        | Primož Roglič             | Slovénie                  | Jumbo-Visma               | 7 pts                     |
| 6e                        | Guillaume Martin          | France                    | Cofidis                   | 7 pts                     |
| 7e                        | Quentin Jauregui          | France                    | AG2R La Mondiale          | 6 pts                     |
| 8e                        | Enric Mas                 | Espagne                   | Movistar Team             | 6 pts                     |
| 9e                        | Alejandro Valverde        | Espagne                   | Movistar Team             | 6 pts                     |
| 10e                       | Thymen Arensman           | Pays-Bas                  | Team Sunweb               | 4 pts                     |

| Classement de la montagne | Classement de la montagne | Classement de la montagne | Classement de la montagne | Classement de la montagne |
| Coureur                   | Coureur                   | Pays                      | Équipe                    | Points                    |
| ------------------------- | ------------------------- | ------------------------- | ------------------------- | ------------------------- |
| 1er                       | Tim Wellens               | Belgique                  | Lotto-Soudal              | 19 pts                    |
| 2e                        | Richard Carapaz           | Équateur                  | Ineos Grenadiers          | 18 pts                    |
| 3e                        | Dan Martin                | Irlande                   | Israel Start-Up Nation    | 16 pts                    |
| 4e                        | Sepp Kuss                 | États-Unis                | Jumbo-Visma               | 14 pts                    |
| 5e                        | Primož Roglič             | Slovénie                  | Jumbo-Visma               | 7 pts                     |
| 6e                        | Guillaume Martin          | France                    | Cofidis                   | 7 pts                     |
| 7e                        | Quentin Jauregui          | France                    | AG2R La Mondiale          | 6 pts                     |
| 8e                        | Enric Mas                 | Espagne                   | Movistar Team             | 6 pts                     |
| 9e                        | Alejandro Valverde        | Espagne                   | Movistar Team             | 6 pts                     |
| 10e                       | Thymen Arensman           | Pays-Bas                  | Team Sunweb               | 4 pts                     |

| Classement du meilleur jeune | Classement du meilleur jeune | Classement du meilleur jeune | Classement du meilleur jeune | Classement du meilleur jeune |
| Coureur                      | Coureur                      | Pays                         | Équipe                       | Temps                        |
| ---------------------------- | ---------------------------- | ---------------------------- | ---------------------------- | ---------------------------- |
| 1er                          | Enric Mas                    | Espagne                      | Movistar Team                | 20 h 53 min 03 s             |
| 2e                           | Andrea Bagioli               | Italie                       | Deceuninck-Quick Step        | + 2 min 26 s                 |
| 3e                           | Gino Mäder                   | Suisse                       | NTT Pro Cycling              | + 2 min 59 s                 |
| 4e                           | David Gaudu                  | France                       | Groupama-FDJ                 | + 3 min 28 s                 |
| 5e                           | Aleksandr Vlasov             | Russie                       | Astana                       | + 5 min 10 s                 |
| 6e                           | Georg Zimmermann             | Allemagne                    | CCC Team                     | + 11 min 41 s                |
| 7e                           | Kobe Goossens                | Belgique                     | Lotto-Soudal                 | + 11 min 46 s                |
| 8e                           | William Barta                | États-Unis                   | CCC Team                     | + 13 min 22 s                |
| 9e                           | Iván Sosa                    | Colombie                     | Ineos Grenadiers             | + 15 min 31 s                |
| 10e                          | Niklas Eg                    | Danemark                     | Trek-Segafredo               | + 17 min 28 s                |

| Classement du meilleur jeune | Classement du meilleur jeune | Classement du meilleur jeune | Classement du meilleur jeune | Classement du meilleur jeune |
| Coureur                      | Coureur                      | Pays                         | Équipe                       | Temps                        |
| ---------------------------- | ---------------------------- | ---------------------------- | ---------------------------- | ---------------------------- |
| 1er                          | Enric Mas                    | Espagne                      | Movistar Team                | 20 h 53 min 03 s             |
| 2e                           | Andrea Bagioli               | Italie                       | Deceuninck-Quick Step        | + 2 min 26 s                 |
| 3e                           | Gino Mäder                   | Suisse                       | NTT Pro Cycling              | + 2 min 59 s                 |
| 4e                           | David Gaudu                  | France                       | Groupama-FDJ                 | + 3 min 28 s                 |
| 5e                           | Aleksandr Vlasov             | Russie                       | Astana                       | + 5 min 10 s                 |
| 6e                           | Georg Zimmermann             | Allemagne                    | CCC Team                     | + 11 min 41 s                |
| 7e                           | Kobe Goossens                | Belgique                     | Lotto-Soudal                 | + 11 min 46 s                |
| 8e                           | William Barta                | États-Unis                   | CCC Team                     | + 13 min 22 s                |
| 9e                           | Iván Sosa                    | Colombie                     | Ineos Grenadiers             | + 15 min 31 s                |
| 10e                          | Niklas Eg                    | Danemark                     | Trek-Segafredo               | + 17 min 28 s                |

| Classement par équipes | Classement par équipes | Classement par équipes | Classement par équipes |
| Équipe                 | Équipe                 | Pays                   | Temps                  |
| ---------------------- | ---------------------- | ---------------------- | ---------------------- |
| 1re                    | Jumbo-Visma            | Pays-Bas               | 62 h 40 min 36 s       |
| 2e                     | Movistar Team          | Espagne                | + 1 min 42 s           |
| 3e                     | UAE Team Emirates      | Émirats arabes unis    | + 7 min 14 s           |
| 4e                     | Astana                 | Kazakhstan             | + 13 min 33 s          |
| 5e                     | Mitchelton-Scott       | Australie              | + 24 min 21 s          |
| 6e                     | Trek-Segafredo         | États-Unis             | + 32 min 16 s          |
| 7e                     | Ineos Grenadiers       | Royaume-Uni            | + 35 min 58 s          |
| 8e                     | Cofidis                | France                 | + 38 min 50 s          |
| 9e                     | Deceuninck-Quick Step  | Belgique               | + 47 min 48 s          |
| 10e                    | CCC Team               | Pologne                | + 48 min 26 s          |

| Classement par équipes | Classement par équipes | Classement par équipes | Classement par équipes |
| Équipe                 | Équipe                 | Pays                   | Temps                  |
| ---------------------- | ---------------------- | ---------------------- | ---------------------- |
| 1re                    | Jumbo-Visma            | Pays-Bas               | 62 h 40 min 36 s       |
| 2e                     | Movistar Team          | Espagne                | + 1 min 42 s           |
| 3e                     | UAE Team Emirates      | Émirats arabes unis    | + 7 min 14 s           |
| 4e                     | Astana                 | Kazakhstan             | + 13 min 33 s          |
| 5e                     | Mitchelton-Scott       | Australie              | + 24 min 21 s          |
| 6e                     | Trek-Segafredo         | États-Unis             | + 32 min 16 s          |
| 7e                     | Ineos Grenadiers       | Royaume-Uni            | + 35 min 58 s          |
| 8e                     | Cofidis                | France                 | + 38 min 50 s          |
| 9e                     | Deceuninck-Quick Step  | Belgique               | + 47 min 48 s          |
| 10e                    | CCC Team               | Pologne                | + 48 min 26 s          |

## Prix de la Combativité
- Guillaume Martin (Cofidis)

## Abandons
- Grega Bole (Bahrain-McLaren) : abandon
- Francisco Ventoso (CCC Team) : abandon
- Natnael Berhane (Cofidis) : abandon